# Amedee Reyburn
Amedee Valle Reyburn (St. Louis, 25 marzo 1879 – 10 febbraio 1920) è stato un pallanuotista e nuotatore statunitense.

## Carriera
Partecipò alle gare di nuoto e di pallanuoto della III Olimpiade di St. Louis del 1904 e vinse di due medaglie di bronzo.
Vinse con il Chicago Athletic Association la medaglia olimpica nel torneo di 5pallanuoto, dopo essere stati battuti in semifinale dal New York Athletic Club per 6-0. Sempre con il Chicago Athletic Association, prese parte anche alla gara della staffetta 4x50 iarde stile libero, dove arrivò in finale, arrivando terzo.

## Palmarès

### Pallanuoto
- Bronzo ai Giochi olimpici di Saint Louis 1904

### Nuoto
- Bronzo ai Giochi olimpici di Saint Louis 1904 nella staffetta 4x50 iarde stile libero